# 요시다가방
요시다가방(일본어: 吉田カバン株式会社, Yoshida & Co., Ltd.)은 도쿄에 본사를 두고 가방과 액세서리를 디자인하고 생산하는 일본 제조업체이다. 1935년 요시다 키치조가 설립한 이 회사는 PORTER 및 LUGGAGE LABEL 브랜드 제품으로 가장 잘 알려져 있다.

## 브랜드

### 포터
1962년에 브랜드화 된 포터(Porter)는 요시다가방의 대표 브랜드이다. 브랜드 이름은 짐을 운반하는 포터를 의미한다.

### 러기지 레이블
러기지 레이블(Luggage Label)은 1984년에 출시되었다. 이 브랜드는 성인을 지향한다.

### 포터걸
2009년 출시된 포터걸(Porter Girl)은 요시다가방 최초의 여성 지향 브랜드이다. 유니섹스 포터 브랜드 제품이 많지만 포터걸은 좀 더 여성스러운 디자인과 원단을 채택하고 있다.